# Psalter Ludwigs des Deutschen

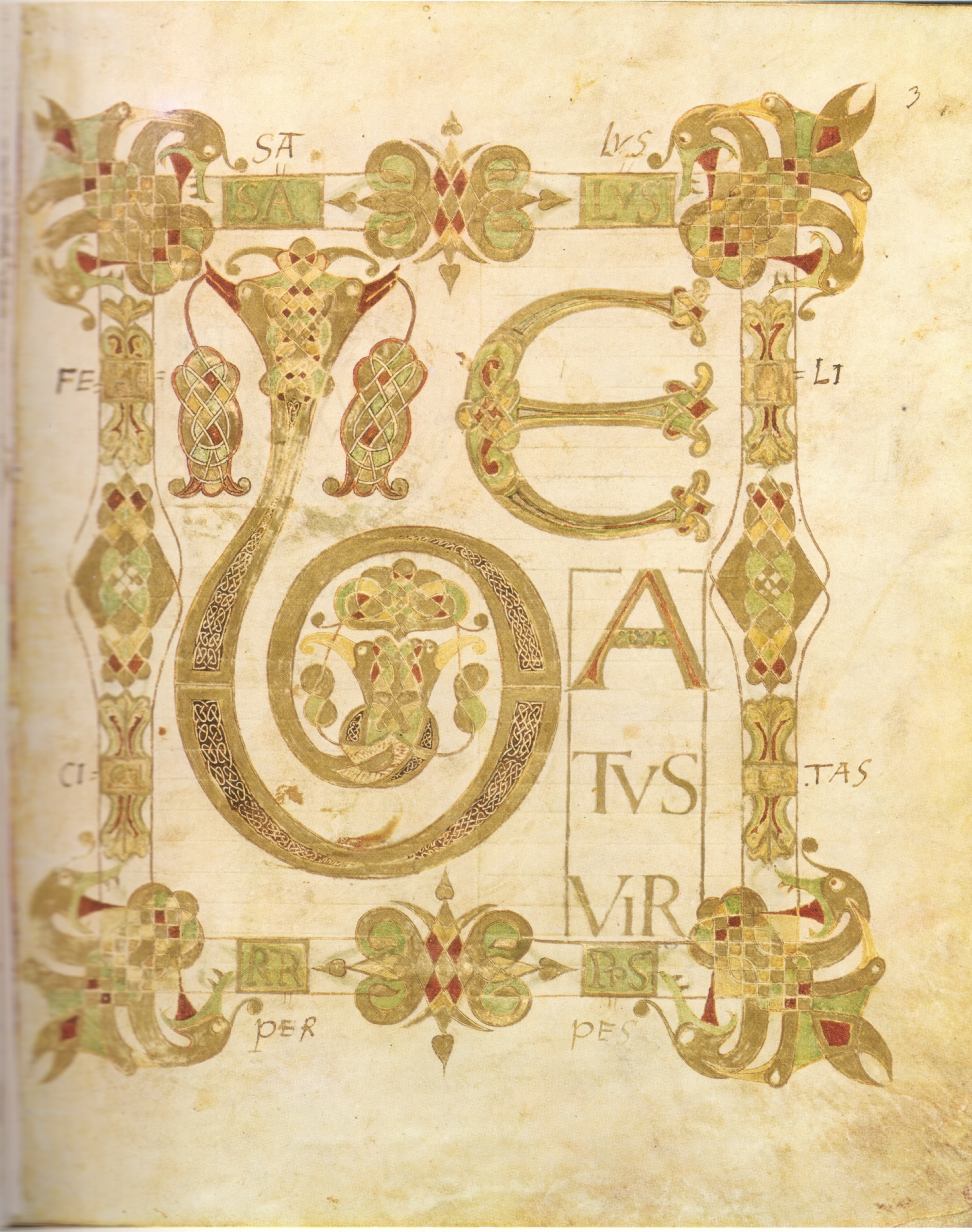
Initialseite zu Psalm 1 (fol. 3r) mit den Worten „beatus vir“

Der Psalter Ludwigs des Deutschen ist eine karolingische Bilderhandschrift, die zwischen 820 und 826 im nordfranzösischen Kloster Saint-Bertin im Auftrag des Kaisers Ludwig I. (des Frommen) (778–840) anlässlich der Königserhebung seines Sohnes Ludwig II. (des Deutschen) (um 806–876) im Osten des Reiches entstand. Der Rat, diese Handschrift anzufertigen, kam mit großer Sicherheit von Fridugisus († 834), Erzkanzler des Kaisers und gleichzeitig Abt der bedeutenden Reichsklöster Sankt Martin in Tours und Saint-Bertin.
Der Buchschmuck des Psalters ist stark von der insularen Buchmalerei beeinflusst. Der Codex ist der früheste Vertreter der sogenannten franko-sächsischen Schule, die sich im heutigen Nordfrankreich entwickelte und von der höfischen karolingischen Buchmalerei deutlich unterschied.
Der Codex umfasst 120 Pergamentblätter, sein Format beträgt 29,5 × 23,5 cm. Für die Anfertigung wurden die Häute von 60 Lämmern oder jungen Schafen verwendet. Die mehrfarbigen Rahmen und Initialen der durchgängig als Zierseiten gestalteten Blätter sind opulent mit Gold verziert. Die Farben sowie Tier- und Pflanzenmotive (Adler, Drachen, Bäume, Blumen und Blätter) sind ebenso wie die Auswahl des Textes – der Psalter des alttestamentlichen Königs David – auf das Sakralkönigtum des jungen Regenten abgestimmt.
Im neu entstehenden Ostfrankenreich (nach der Reichsteilung 843) spielte der repräsentative Codex eine bedeutende Rolle als „Königsbuch“ der Karolingerdynastie. Er befand sich Ende des 9. Jahrhunderts in Händen des ostfränkischen Königs und späteren Kaisers Arnolf von Kärnten (um 850–899) in Regensburg. 1536 wurde das wertvolle Buch im Umfeld der ottonischen Damenstifte Rellinghausen (bei Essen) oder Vreden (Münsterland) aufgefunden. Anfang des 17. Jahrhunderts kam es in den Besitz der Kurfürsten von Brandenburg und befindet sich heute in der Staatsbibliothek zu Berlin.